# トロフェオ・メリンダ
トロフェオ・メリンダ（Trofeo Melinda）は例年8月下旬、イタリア、トレンティーノ＝アルト・アディジェ州で開催される、自転車競技、ロードレースにおけるワンデイレースの名称。UCIヨーロッパツアー1.1カテゴリ。
1910年〜1991年まで開催された、ジロ・デッルンブリア（Giro dell'Umbria）の後継レースである。
2013年と2014年はイタリア選手権ロードレースとして開催された後、2015年にジロ・デル・トレンティーノに吸収合併された。

## 歴代優勝者
| 年   | 優勝者                         |
| ---- | ------------------------------ |
| 1992 | マウリツィオ・フォンドリエスト |
| 1993 | ステファノ・デッラ・サンタ     |
| 1994 | マッシモ・ポデンツァーナ       |
| 1995 | パスカル・リシャール           |
| 1996 | アンドレア・タフィ             |
| 1997 | ミケーレ・バルトリ             |
| 1998 | ロドルフォ・オンガラート       |
| 1999 | マウロ・ジャネッティ           |
| 2000 | ゴラズド・シュタンゲリ         |
| 2001 | フランチェスコ・カーザグランデ |
| 2002 | ローラン・デュフォー           |
| 2003 | フランチェスコ・カーザグランデ |
| 2004 | ダヴィデ・レベッリン           |

| 年   | 優勝者                       |
| ---- | ---------------------------- |
| 2005 | ダミアーノ・クネゴ           |
| 2006 | ステファノ・ガルゼッリ       |
| 2007 | サント・アンツァ             |
| 2008 | レオナルド・ベルタニョッリ   |
| 2009 | ジョヴァンニ・ヴィスコンティ |
| 2010 | ヴィンチェンツォ・ニバリ     |
| 2011 | ダヴィデ・レベッリン         |
| 2012 | カルロス・ベタンクール       |
| 2013 | イヴァン・サンタロミータ     |
| 2014 | ヴィンチェンツォ・ニバリ     |